# TOKYO FM 夜のワイド番組
TOKYO FM 夜のワイド番組とは、基本的にFM東京 → TOKYO FMの制作によりJFN系列全国ネットで月 - 金曜の22・23時台にかけて放送されているワイド番組の一覧である。

## 遍歴
1982年4月1日にスタートした『サントリー・サウンドマーケット』（22:00 - 22:55）に端を発する。当時は23時台は10 - 15分の番組が連なる編成であった。
『サウンドマーケット』においては、エフエム群馬・エフエム富士・三重エフエム放送の3局では放送が終了した1992年3月の時点では非ネットとなっていた一方、エフエム大阪では金曜のみ放送時間が異なる時期があったが、これは『阪急アワー スクリーン・グラフィティ』を動かすことができず、21時台に先行ネットで放送していたが、エフエム大阪でも金曜における同時ネットとなったのは1989年のことである。
1990年10月1日、エフエム東京が愛称をTOKYO FMに制定すると、金曜のみ分割し、「IMAGICAL EARTH STATION」というゾーン編成が誕生する。これ以降約25年近くに亘っては月 - 木曜と金曜で番組構成や成り立ちが異なるようになる。

### 月 - 木曜
1992年4月1日、『サウンドマーケット』と『JT Yeah! Yeah!』（23:00 - 23:25）の枠が統合して新たに『EAR STATION 耳の穴』がスタートし、ワイド番組としての礎が誕生する。また、番組構成はこれまでを引き継ぐように【22時台】【22:55からの5分枠（差し替え可能枠というローカルセールス枠）】【23時台】となり、この構成は、2023年現在も引き継がれている。
1993年4月、『赤坂泰彦のミリオンナイツ』が誕生。これまでの「音楽主体」のコンセプトから、「トーク主体の深夜放送」のコンセプトへ変わっていき、10代を中心に高い人気を得た。
1997年10月、内藤忠と山中崇志が『ミリオンナイツ』を引き継ぐと、10代向けの最新ヒットソングが多く選曲されていくようになる。22時台には帯番組も登場した。しかし、番組タイトルだけを流用し、改編前と内容を大きく変更させたことで、多くのリスナーが離れてしまった。
1999年4月、『やまだひさしのラジアンリミテッド』が放送を開始。放送内容やリスナーのターゲット層は『ミリオンナイツ』とほぼ変わっていないが、若年層への定着と吸い上げをおさめる。当初は月 - 木曜の22:00 - 23:25での放送だったが、2000年10月からは水曜のみ23:55までの放送に、2001年4月からは月・火曜も放送時間が23:55までに拡大、そして同年10月からは月 - 木曜通して22:00 - 23:55の放送となった。
2002年10月、『ラジアンリミテッド』が深夜帯へ移動するにあたり、『MOTHER MUSIC - 37FM -』が開始。『ミリオンナイツ』以前の「音楽主体」へコンセプトを転換し、メインターゲット層も10代後半 - 20代とやや高めに設定された。
2004年4月、『MOTHER MUSIC』から『MOTHER MUSIC RECORDS』へと変わり、『EARステーション〜耳の穴』のような日替わりパーソナリティが登場する構成がとられた。
そして2005年10月からは、現在も放送している『SCHOOL OF LOCK!』が誕生。『ミリオンナイツ』や『ラジアンリミテッド』のような「トーク主体」の構成となり、メインターゲット層も10代に据えた番組が再び編成された。

### 金曜
前述の「IMAGICAL EARTH STATION」編成によって22時台には『踊るマチュピチュ』、23時台には『MBJ SOUND TRIP』という番組が誕生した。しかし、1993年にはこれらが統合され『HEAVYMETAL BOMBER』（22:00 - 23:25、和田誠）が誕生。金曜もワイド番組化され、1996年には『スーパーフライデー オールジャパンベスト20』（22:00 - 23:55）となる。1998年に『木村拓哉のWhat's UP SMAP!』が22:00 - 22:30に移動してきた後も2000年までワイド枠を務めた。
2000年からは放送枠が分割され、22時台は『 - What's UP SMAP!』と『広末涼子のRHラブ・アンリミテッド』の2本立て、23時台は『山崎まさよしのフライデー・パワー・セッション』へと変わる。
2001年秋、22時台は『優香@net』の放送で55分枠となり、23時台に『 - What's UP SMAP!』が移動した。この時間構成は2018年8月まで続いた。
2005年10月、22:00 - 22:55に『SCHOOL OF LOCK! FRIDAY』が放送開始。『SCHOOL OF LOCK!』は事実上月 - 金の帯番組となった。また『 - FRIDAY』は2007年4月 - 2010年9月、2016年7月 - 同年9月は『 - What's UP SMAP!』を挟んで2部構成で放送されていた。
2018年8月、23:00 - 23:55に『コエチャン! -VOICE CHAMPION GRANDPRIX-』が放送開始。以降、23時台は55分番組の構成が続いている。
2019年4月、23時台に『SCHOOL OF LOCK! UNIVERSITY』（『SCHOOL OF LOCK!』の派生番組）が放送開始。
2020年1月、『SCHOOL OF LOCK! FRIDAY』が23:55まで放送時間が拡大。23時台は『ARTIST LOCKS!』が2本放送されていた（前半は『セカオワLOCKS!』 → 『LiSA LOCKS!』、後半は『サカナLOCKS!』）。
2021年4月、23時台に『SCHOOL OF LOCK! 教育委員会』（『SCHOOL OF LOCK!』の派生番組）が放送開始。『SCHOOL OF LOCK! FRIDAY』は22:55までに再び縮小された。